# Мокси Маддрон
Мели́сса Лью́ис (англ. Melissa Lewis; род. 19 февраля 1979 года, Спрингфилд, Орегон, США), более известная под сценическим псевдонимом Мо́кси Ма́ддрон (англ. Moxxie Maddron) — американская порноактриса и продюсер, лауреат премии NightMoves Award.

## Биография
Родилась 19 февраля 1979 года в Спрингфилде, штат Орегон, США. Настоящее имя — Мелисса Льюис (Melissa Lewis).
Дебютировала в порноиндустрии в 2005 году, в возрасте около 26 лет.
Снималась для таких студий, как 3rd Degree, Brazzers, Girlfriends Films, JM Productions, Vivid Entertainment, Zero Tolerance Entertainment и других.
Кроме основного сценического имени, снималась также под псевдонимами Moxxy, Moxxie и Moxie Madden.
В 2008 году получила премию NightMoves Award в номинации «лучшая новая старлетка» по версии редакции.
Ушла из порноиндустрии в 2013 году, снявшись в 65 фильмах.

## Премии
- 2008 NightMoves Award — лучшая новая старлетка (выбор редакции)[6]